# Cagwait
Cagwait ist eine philippinische Stadtgemeinde in der Provinz Surigao del Sur. Der bedeutendste Bildungsträger der Gemeinde ist die Surigao del Sur State University, diese wurde im Jahr 2010 gegründet.

## Geografie
Cagwait liegt 32 km südwestlich der Provinzhauptstadt von Surigao del Sur Tandag City. Sie grenzt im Norden an die Stadtgemeinde Bayabas und Marihatag im Süden. Im Osten liegt der Pazifische Ozean, im Westen die Diwataberge.

### Baranggays
Cagwait ist politisch in elf Baranggays unterteilt.
- Aras-Asan
- Bacolod
- Bitaugan East
- Bitaugan West
- La Purisima (Palhe)
- Lactudan
- Mat-e
- Poblacion
- Tawagan
- Tubo-tubo
- Unidad